# Zone de paix et de coopération de l'Atlantique Sud

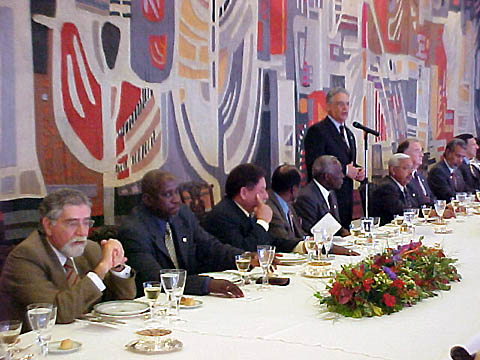
Le président Fernando Henrique Cardoso prend la parole lors du sommet ZPCAS qui s'est tenu à Brasilia.

La Zone de paix et de coopération de l'Atlantique Sud (sigles : ZPCAS ou ZOPACAS ; en anglais : South Atlantic Peace and Cooperation Zone ; en espagnol : Zona de Paz y Cooperación del Atlántico Sur ; en portugais : Zona de Paz e Cooperação do Atlântico Sul) est une organisation et une alliance militaire créées en 1986 par la résolution A/RES/41/11 de l'assemblée générale des Nations unies à l'initiative du Brésil, dans le but de promouvoir la coopération et le maintien de paix et de la sécurité dans la région de l’Atlantique Sud. Une attention particulière a été accordée à la question de la prévention de la prolifération géographique des armes nucléaires et de la réduction, voire de l'élimination, de la présence militaire de pays d'autres régions.
Une déclaration sur la dénucléarisation de la région de l'Atlantique Sud a été adoptée lors d'une réunion des États membres tenue à Brasilia en septembre 1994. L'assemblée générale des Nations unies a approuvé l'initiative, mais avec l'opposition des États-Unis, du Royaume-Uni et de la France.
L'Atlantique Sud est actuellement une zone exempte d'armes nucléaires. Tous les États membres sont actuellement signataires de traités internationaux interdisant les armes nucléaires, à savoir le traité sur une zone exempte d'armes nucléaires en Afrique et le traité sur l'interdiction des armes nucléaires en Amérique latine et dans les Caraïbes. Cependant, plusieurs îles de la dorsale médio-atlantique, le territoire britannique d'outre-mer de Sainte-Hélène et ses dépendances, l’île de l'Ascension et Tristan da Cunha, et l'île norvégienne de Bouvet ne sont pas couverts par ces traités.

## Membres
- Afrique du Sud
- Angola
- Argentine
- Bénin
- Brésil
- Cameroun
- Cap-Vert
- Congo
- Côte d'Ivoire
- Gabon
- Gambie
- Ghana
- Guinée
- Guinée-Bissau
- Guinée équatoriale
- Liberia
- Namibie
- Nigeria
- République démocratique du Congo
- Sao Tomé-et-Principe
- Sénégal
- Sierra Leone
- Togo
- Uruguay